# .mn
.mn és el domini de primer nivell territorial (ccTLD) de Mongòlia. L'administra .MN Registry, Datacom.
S'hi utilitzen els següents dominis de segon nivell:
- .gov.mn - institucions governamentals
- .edu.mn - institucions educatives
- .org.mn - organitzacions sense ànim de lucre

El nom de domini .mn es fa servir de vegades per representar l'estat nord-americà de Minnesota, però no es reconeix universalment. El nom de domini .mn es fa servir fora de Mongòlia com a domain hack, per exemple vita.mn (joc de paraules amb vitamina). Un altre exemple és cart.mn (joc de paraules amb el personatge de South Park Eric Cartman, que redirigeix a www.southparkstudios.com). També l'utilitzen algunes micronacions.
El registre .MN va signar la zona amb DNSSEC, una tecnologia de seguretat per al Domain Name System el 18 de novembre de 2010.

## Segon domini de primer nivell
El 2012 es va registrar un nou domini de primer nivell per a Mongòlia, per a dominis en la llengua pròpia. Aquest domini és .мон. El registre per al domini es va obrir el maig de 2014. El primer web мон.мон va quedar actiu aquell mateix mes.